# جسیکا لی روز
جسیکا لی روز (انگلیسی: Jessica Lee Rose؛ زادهٔ ۲۶ آوریل ۱۹۸۷) یک هنرپیشه اهل ایالات متحده آمریکا است. وی از سال ۲۰۰۶ میلادی تاکنون مشغول فعالیت بوده‌است.